# Howrah

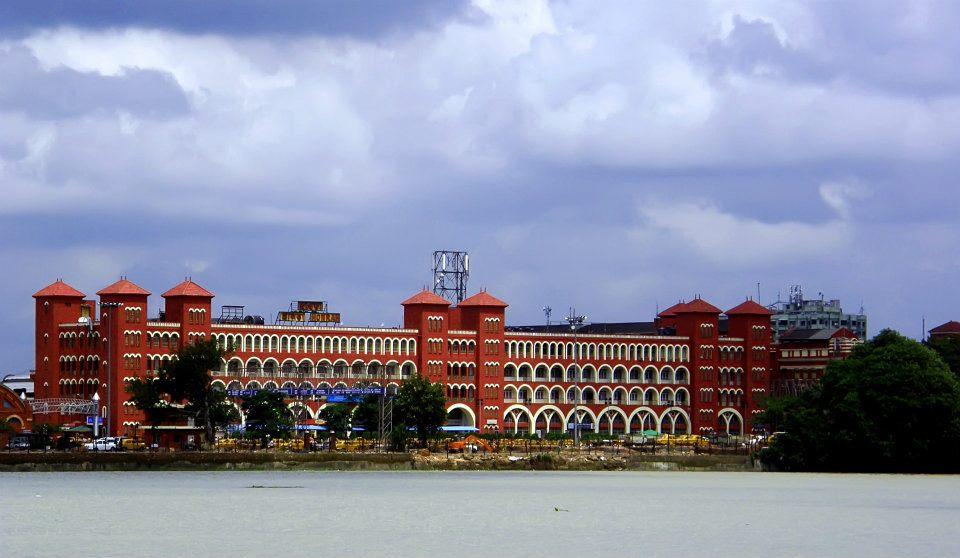
Howrah Station.

Howrah ou Haora (bengali : হাওড়া) est une ville de l'État du Bengale-Occidental en Inde, siège du district du même nom.

## Géographie
Située sur la rive ouest de la Hooghly, Howrah est la ville jumelle de Calcutta. Les deux villes sont reliées par le pont de Howrah, connu également sous le nom de « Rabindra Setu ».